# Volksbank Baumberge
Die Volksbank Baumberge eG ist eine Genossenschaftsbank mit Sitz in der nordrhein-westfälischen Stadt Billerbeck im Kreis Coesfeld.

## Geschichte
Die heutige Volksbank Baumberge eG wurde am 2. August 1885 in Billerbeck gegründet und fusionierte zuletzt 1985 mit der Volksbank Havixbeck eG mit dem Sitz in Havixbeck.

## Rechtsverhältnisse
Die Volksbank Baumberge eG ist im Genossenschaftsregister beim Amtsgericht Coesfeld unter GnR 113 eingetragen.

## Organisationsstruktur
Rechtsgrundlagen sind das Genossenschaftsgesetz und die durch die Vertreterversammlung beschlossene Satzung. Organe der Bank sind der Vorstand, der Aufsichtsrat und die Vertreterversammlung.

## Sicherungseinrichtung
Die Volksbank Baumberge eG ist der amtlich anerkannten Sicherungseinrichtung des Bundesverbandes der Deutschen Volksbanken und Raiffeisenbanken GmbH und der zusätzlichen freiwilligen Sicherungseinrichtung des Bundesverbandes der Deutschen Volksbanken und Raiffeisenbanken e.V. angeschlossen.

## Geschäftsausrichtung
Die Volksbank Baumberge eG betreibt das Universalbankgeschäft. Im Verbundgeschäft arbeitet sie mit der DZ Bank, R+V Versicherung, Bausparkasse Schwäbisch Hall, Teambank, VR Leasing, DZ Hyp und der Union Investment zusammen.

## Geschäftsgebiet
Das Geschäftsgebiet liegt im Norden des Kreises Coesfeld.
An diesen Orten betreibt die Bank Filialen:
- Billerbeck (Hauptstelle, jur. Sitz)
- Havixbeck (Geschäftsstelle)
- Osterwick (Geschäftsstelle)
- Darfeld (Geschäftsstelle)